# Пивненковский сахарный завод
Пивненковский сахарный завод — предприятие пищевой промышленности в городе Тростянец Сумского района Сумской области.

## История
Свеклосахарный завод в двух верстах от села Тростянец Тростянецкой волости Ахтырского уезда Харьковской губернии Российской империи был построен и введен в эксплуатацию в начале 1860х годов.

Здания сахарного завода

В это время условия работы на заводе были тяжёлыми, рабочий день составлял 12 часов (работали по две смены с перерывом на один час), высоким был производственный травматизм.
Во время первой русской революции в сентябре 1905 года рабочие сахарного завода начали забастовку с требованиями 8-часового рабочего дня, повышения зарплаты и улучшения условий труда. Забастовка продолжалась шесть дней и была подавлена прибывшим Ахтырским кавалерийским полком, после чего организаторы забастовки Залавский, Зайденшнер и Зубченко были сосланы в Сибирь.

### 1918 - 1991
В конце декабря 1917 года в Тростянце была установлена Советская власть, а 12 января 1918 года - избраны Совет рабочих и крестьянских депутатов и исполком, но уже в апреле 1918 года село оккупировали австро-немецкие войска (которые оставались здесь до ноября 1918 года), в дальнейшем до декабря 1919 года оно оставалось в зоне боевых действий гражданской войны.
В дальнейшем, Пивненковский сахарный завод (названный в честь рабочего Я. Г. Пивненко, расстрелянного в августе 1919 года деникинцами) возобновил работу. В 1921 году он произвёл 1360 пудов сахара, в 1926 году - свыше 600 тысяч пудов. За это время численность работников завода увеличилась до 600 человек, а производительность труда - на 155%.
Для повышения квалификации рабочих в 1922 году при сахарном заводе была создана школа фабрично-заводского обучения.
В 1930е годы рабочие завода участвовали в стахановском движении, в это же время на предприятии был создан духовой оркестр.
В 1939 году на заводе насчитывалось почти 1500 рабочих, мощность обеспечивала переработку 8,5 тыс. центнеров свеклы в сутки (что почти в два раза превышало уровень 1917 года).
В ходе Великой Отечественной войны с 10 октября 1941 до 9 августа 1943 года город был оккупирован немецкими войсками, во время оккупации гитлеровцы полностью разрушили предприятие.
В соответствии с четвёртым пятилетним планом восстановления и развития народного хозяйства СССР сахарный завод и обеспечивавший его свеклой местный совхоз были восстановлены, при этом в 1946 году машиноремонтные мастерские завода стали отдельным предприятием.
В конце 1960 года Тростянец был подключён к единой электросети страны и газифицирован, что дало возможность реконструировать предприятие. В дальнейшем, сахарный завод и свеклосовхоз были объединены в Пивненковский сахарный комбинат, на котором было освоено производство сахара из сахарного тростника.
В целом, в советское время сахарный комбинат входил в число ведущих предприятий города.

### После 1991
После провозглашения независимости Украины комбинат перешёл в ведение государственного комитета пищевой промышленности Украины.
В июле 1995 года Кабинет министров Украины утвердил решение о приватизации сахарного завода, обеспечивающего его сырьём Пивненковского свеклосовхоза, а также обеспечивающего деятельность совхоза отделения райсельхозхимии. После этого государственное предприятие было преобразовано в открытое акционерное общество.
Помимо переработки сахарной свеклы, он продолжал переработку сахарного тростника.
Весной 2002 года владельцем предприятия стала днепропетровская инвестиционная группа "Интерпайп", но в мае 2004 года оно было продано компании ООО "Сумыагросахар". В 2006 - 2007 гг. началась процедура ликвидации компании ООО "Сумыагросахар" и распродажа её имущества и активов.
В апреле 2007 года хозяйственный суд Сумской области по иску киевской страховой компании «Страховой капитал» начал рассмотрение дела о банкротстве ОАО «Пивненковский сахарный завод». В мае 2007 года был утвержден реестр требований кредиторов к заводу, долг которого Всеукраинскому акционерному банку оценили в 7,7 млн. гривен, еще 1,7 млн. гривен составляли налоговые долги. В сентябре 2007 года комитет кредиторов, который возглавил «VAB Банк», потребовал ликвидации предприятия.
В 2012 году завод уже прекратил своё существование.

Сахарный завод после закрытия